# Kenta Shimizu
Kenta Shimizu (japanisch 清水 健太 Shimizu Kenta; * 18. September 1981 in der Präfektur Chiba) ist ein ehemaliger japanischer Fußballspieler.

## Karriere
Shimizu erlernte das Fußballspielen in der Schulmannschaft der Matsudo High School. Seinen ersten Vertrag unterschrieb er 2000 bei den Kashiwa Reysol. Der Verein spielte in der höchsten Liga des Landes, der J1 League. Für den Verein absolvierte er fünf Erstligaspiele. Die Saison 2006 spielte er auf Leihbasis beim Zweitligisten Montedio Yamagata. Nach der Ausleihe wurde er von dem Verein, der in der Präfektur Yamagata beheimatet ist, fest unter Vertrag genommen. 2008 wurde er mit dem Verein Vizemeister der zweiten Liga und stieg in die erste Liga auf. Am Ende der Saison 2011 musste er mit dem Verein wieder den Weg in die Zweitklassigkeit antreten. Für den Verein absolvierte er insgesamt 287 Ligaspiele. 2015 wechselte er nach Takamatsu zum Ligakonkurrenten Kamatamare Sanuki. Am Ende der Saison 2018 stieg der Verein in die dritte Liga ab. Für Sanuki absolvierte er insgesamt 221 Zweit- und Drittligaspiele.
Am 1. Februar 2021 beendete Kenta Shimizu seine Karriere als Fußballspieler.

## Erfolge
Montedio Yamagata
- Kaiserpokal

Finalist: 2014